# Sytuacja prawna i społeczna osób LGBT w Serbii

## Prawo wobec kontaktów homoseksualnych
Kontakty homoseksualne zostały zalegalizowane w Wojwodinie (autonomiczny okręg kraju) w 1981, a w Serbii w 1994 roku. Wiek osób legalnie dopuszczających się kontaktów homo- i heteroseksualnych zrównano w kraju w 2006 roku; wynosi on 14 lat.

## Ochrona prawna przed dyskryminacją
Od 2005 roku dyskryminacja przez wzgląd na orientacje seksualną jest zabroniona przez serbskie prawo pracy.
Geje są wykluczeni ze służby wojskowej z powodu swojej orientacji seksualnej.
Azyl
Serbskie przepisy prawne nie przyznają osobom homoseksualnym prawa do ubiegania się o azyl polityczny z powodu prześladowań przez wzgląd na orientację seksualną we własnym kraju. Były przypadki, kiedy serbscy homoseksualiści uzyskiwali azyl za granicą.

## Uznanie związków tej samej płci
Ogólnokrajowe
W serbskim ustawodawstwie nie istnieje żadna prawna forma uznania związków jednopłciowych.

## Życie osóbLGBTw kraju
Pierwsza manifestacja mniejszości seksualnych (gay pride parade) odbyła się w 2001 roku w Belgradzie. Zgromadziła około 200 uczestników. Została zaatakowana przez ultraprawicowych nacjonalistów, pseudokibiców oraz skinheadów. Przydzielone do ochrony manifestacji oddziały policji okazały się niewystarczająco liczne do zaprowadzenia spokoju.
W 2004 roku manifestacja została odwołana ze względu na poważne i powtarzające się pogróżki ze strony chuliganów oraz ultraprawicowych nacjonalistów.
Manifestacja w 2007 roku po raz kolejny została zaatakowana, a niewielkie posiłki policji znów nie były w stanie spacyfikować jej agresywnych przeciwników. Przedstawiciele organizacji ILGA-Europe, broniącej praw homoseksualistów, uważają, że zapewniona przez władze ochrona manifestacji była celowo niedostateczna, zwłaszcza że wcześniejsze tego typu parady w mieście również były atakowane. Organizacja złożyła oficjalny protest do serbskich władz oraz zamierza wnieść skargę do Komisji Europejskiej.
Scena gejowska w Serbii niemalże nie istnieje. Obecnie w Belgradzie otwarty jest tylko jeden gejowski klub.
Arkadia, pierwsza organizacja LGBT w Serbii, powstała w 1990 roku, ale jej zarejestrowanie było możliwe dopiero po zalegalizowaniu homoseksualizmu w 1994 roku.
W 1992 roku członek organizacji zaapelował w belgradzkim radiu o tolerancję dla osób homoseksualnych. Po tym zdarzeniu został zatrzymany na kilka godzin bez postawienia zarzutów i pobity przez policję. W latach 90. występowały również inne, drobniejsze przypadki niesprawiedliwego traktowania członków serbskich organizacji LGBT przez miejscową policję.
W 2001 roku w Belgradzie ukazało się pierwsze pismo o tematyce homoseksualnej. Początkowo można je było otrzymywać wyłącznie pocztą, gdyż „dystrybutorzy prasy w Jugosławii nie mieli odwagi podjąć się sprzedaży w kioskach”. Generalnie prasa serbska dość często używa obraźliwych określeń osób homoseksualnych, choć nie unika tematów związanych z homoseksualizmem.
Na początku lat 90. zdarzały się nieumotywowane pobicia gejów przez policję i naloty na miejsca ich spotkań.